# 1735
سنة 1735 هي سنة بسيطة تبدأ يوم السبت حسب التقويم الميلادي وسنة بسيطة تبدأ يوم الأربعاء حسب تقويم يولياني،هي السنة السادسة من العقد 1730.

## أحداث
- تأسيس مدينة آقسو وتقع حاليا في أذربيجان.
- تأسيس مدينة ألور ستار وتقع حاليا في ماليزيا.
- تأسيس مدينة بورت لويس وتقع حاليا في موريشيوس.
- تأسيس مدينة جوينيس وتقع حاليا في كوبا.
- نهاية الحرب العثمانية الصفوية في 1735 والتي بدأت في 1730.
- 13 أبريل: الإمبراطور ساكوراماتشي يتقلد عرش اليابان.
- 22 مايو: جورج هادلي ينشر أول تفسير لرياح التجارة.
- 7 أغسطس: تأسيس مدينة تشوني وتقع حاليا في الإكوادور.

## مواليد
- أغسطس فيتزروي
- بول ريفير
- جون آدامز
- محمد زيني البغدادي

## وفيات
- 12 يناير-جون اكليس، مؤلف إنكليزي (ولد عام 1668)
- 13 يناير-بوليكسينا من هيس-روتنبرج، ملكة سردينيا (ولدت عام 1706)
- 14 ديسمبر-توماس تانر، أسقف إنكليزي وعالم بالأثار (ولد عام 1674)